# Sikos T. Tamás
Sikos Tomay Tamás (Budapest, 1953. június 3. – ) magyar közgazdász, egyetemi tanár, a Magyar Tudományos Akadémia Doktora. Fő kutatási területei regionális tudomány, térbeli folyamatok, településtudomány (város és falu problematika), marketingföldrajz, illetve a fenntarthatóság kérdései a kiskereskedelemben. 2004-2011 között a Selye János Egyem alapító dékánja, 2005-2011 között a Selye János Egyetem Kutatóintézete, igazgatója. 2010-2017 Szent István Egyetem Enyedi György Regionális Tudományok Doktori Iskola vezetője, 2020-2023 Miskolci Egyetem Hantos Elemér Gazdálkodás- és Regionális Tudományi Doktori Iskola vezetője. Felesége Sikosné Baranovszky Mária közgazdász. 

## Életpályája
1977-ben a Marx Károly Közgazdaságtudományi Egyetemen szerzett egyetemi doktori címet. 1976-1984 között az MTA Földrajztudományi Kutatóintézet munkatársa volt. 1981 és 1985 között a József Attila Tudomány Egyetem, az Eötvös Loránd Tudomány Egyetem, a Budapesti Közgazdaságtudományi Egyetem oktatója. 2004-2008 között az International Studies Centre-ben óraadó, ahol Marketing Geography-t oktatott. Kutatási témái a kereskedelmi földrajz lokális problémái, a regionális fejlődés és a lakossági infrastruktúra, Földrajzi Információs Rendszer (GIS) területi alkalmazása, regionális kutatások módszertana, falusi településhálózat kutatása: 1984-1996 között az MTA Regionális Kutatások Központja tudományos főmunkatársaként dolgozott. 1999-2006 között a Modern Üzleti Tudományok Főiskolájának főiskolai tanára, majd 2005-től egyetemi tanára. 2004-2011 között a Selye János Egyetem Komárno, Gazdaságtudományi Karának alapító dékánja, egyetemi tanára. 2005-2011 között a Selye János Egyetem Kutatóintézete Komárno, igazgatója. 2010-2017 között  a Szent István Egyetem Enyedi György Regionális Tudományok Doktori Iskola vezetője. 2017-2020 között a Nemzeti Közszolgálati Egyetem Államtudományi és Nemzetközi Tanulmányok Kar Közszervezési és Infótechnológiai Tanszékének kutatóprofesszora, 2017-től a Miskolci Egyetem Gazdaságtudományi Kar Vezetéstudományi Intézet egyetemi tanára, 2020-2023 között a Miskolci Egyetem Hantos Elemér Gazdálkodás- és Regionális Tudományi Doktori Iskola vezetője, jelenleg a Hantos Elemér Gazdálkodás- és Regionális Tudományi Doktori Iskola regionális alprogram vezetője (2020- ). Kutató és oktató munkát folyatott – más intézmények mellett – 1991 University of Newcastle upon Tyne, Centre for Urban and Regional Development Studies, vendég főmunkatárs, valamint 1991-1992-ben State University of New York at Albany, Fulbright Alapítvány támogatásával.  
A földrajztudományok kandidátusa címet 1986-ban szerezte meg a M. V. Lomonoszov Moszkvai Állami Egyetemen, mely honosításra került Magyar Tudományos Akadémia Minősítő Bizottsága által 1986-ban. 2003-ban védte meg a Marketingföldrajz című értekezést, és szerezte meg az MTA Doktora címet regionális tudomány területén. Az MTA Fogyasztás-Gazdaságtan Tudományos Bizottság elnöke (2009-2014), az MTA VITA Alapítvány kuratóriumának tagja (2009-2023), a  Nemzetközi Unió Földrajzi és Közügyek Bizottsága tagja (2004-2007), a Matematikai Modellezési Bizottság (1988-1996) és a Kereskedelmi Bizottság Végrehajtó Bizottságának tagja (1988-1992), a Regionális Tudományi Társaság (RSA), tag  (1995- ), az MTA Marketing Elméleti-Módszertani Bizottság tagja (2003-2009), az MTA Regionális Tudományi Bizottsága tagja (2015- ), a Selye János Egyetem Tudományos Tanácsának (2004-2011), a Szlovákiai Magyar Felsőoktatási Tanács (2011), a Modern Üzleti Tudományok Főiskolája Tudományos Tanácsának (2000-2004), a Magyar Regionális Tudományi  Társaság tagja (1985- ), a Magyar ENSZ Társaság főtitkára (2017-2020), a Miskolci Egyetem Egyetemi Doktori Tanácsának tagja (2020-2024), a Miskolci Egyetem Tudományági Doktori Tanácsának elnöke (2020-2024), Miskolci Egyetem Egyetemi Habilitációs Tanács tagja (2020-), Miskolci Egyetem Tudományági Habilitációs Tanács tagja (2020-), Miskolci Egyetem Tudományos Tanácsának tagja (2020- ). MAB Egyetemi Tanári Kollégium (2024- ), Bolyai János Kutatási Ösztöndíj szakértői kollégium tag, Enyedi György Regionális Tudományi Alapítvány Elnöke (2024- ), Budapest Társaság Alapító tagja (2000- ), Fulbright Alumni tag (1995- ). Tagja a következő folyóiratok szerkesztő bizottságának az Észak-magyarországi Stratégiai Füzetek (2020- ), a Hantos Periodika, a Theory, Methodology, Practice – Review of Business and Management, alapítója a Selye e-studies-nak (2008-2012), valamint a Case Studies-nak (2005-2011). 2010-ben szervező tevékenységet folytatott a Szlovákiai Magyar Akadémiai Tanács megalapításáért. Aktív tevékenységet folytatott Komárno Város Önkormányzata Nemzetközi és Idegenforgalmi Bizottságának munkájában is (2006-2011).

## Munkássága
Kutatásainak középpontjában a regionális tudományok metodológiai, térinformatikai és gazdasági fejlesztése áll. Fontos eredménynek tekinthető saját fejlesztésű térinformatikai szoftvere (Geomarket v4). Kezdetektől fogva fontosnak tartotta a matematikai-statisztikai módszereket a regionális kutatásokban (Matematikai és statisztikai módszerek alkalmazásának lehetőségei a területi kutatásokban (1984). Művével a kvantitatív módszerek új összefüggéseit mutatta be, és megalapozta településföldrajzi kutatásainak módszertanát. Beluszky Pállal közös településföldrajzi kutatásai megkerülhetetlenek (Magyarország falutípusai (1982); Változó Falvaink (2007); Változó Falvaink Tizenkét falurajz (2011). A kötetek lehetővé teszik, hogy a magyar falvakban végbemenő változásokat tartós folyamatokba ágyazva ítélhessük meg. Városkutatásait a Városi szerepkör, városi rang (2020) kötetben tette közzé. A marketingföldrajz hazai megalapítója, kiemelkedő művelője (Marketingföldrajz, 2000). Iránymutatóak könyvei a bevásárlóközpontok helyéről, feladatairól, szerepéről és várható fejlődési irányairól (A fogyasztás új katedrálisai, 2004; A kiskereskedelem új kihívói a bevásárlóközpontok, 2012). Meghatározóak kutatásai az Élelmiszer-ellátási láncok sérülékenységéről (2019) valamint fenntarthatóság kérdés köréről.
Mintegy 250 tudományos publikációja számos országban jelent meg munkáira történt hivatkozások száma közel 2000. Munkáit elsősorban magyar és angol nyelven adja közre. 

## Díjai, elismerései
- Magyar Érdemrend Tisztikereszt (2024)
- Miskolci Egyetem Kiváló Tudományos Szerzője (2024)
- Miskolci Egyetem Kiemelkedő Kutatója (2023)
- Miskolci Egyetem Kiváló Tudományos Szerzője (2022)
- Klauzál Gábor Díj (2017)
- Szádeczky-Kardoss Elemér Díj (2017)
- Széchényi István Ösztöndíj (2003-2005)
- MTA Alkotó Ifjúsági Díj (1988)
- Debreceni Akadémiai Bizottság Alkotó Díja (Beluszky Pállal) (1985)
- MTA Alkotói Díj (megosztva Beluszky Pállal) (1984)
- MTA Alkotó Ifjúsági Díj (1978)

## Főbb publikációi
SikosT., T., & Szendi, D. (2024). A hazánkban működő élelmiszer-ellátási láncok hálózatának formálódása, 1989–2023. Területi Statisztika, 64(4), 448–466. DOI
Sikos T., T. (2024). Az élelmiszer-ellátás fenntarthatósága és annak következményei. In Veresné Somosi M. & Sikos T. T. (szerk.), A fenntarthatóság holisztikus megközelítésben (pp. 350–396). Budapest: Akadémiai Kiadó.
Sikos T., T., & Szendi, D. (2023). A hazai megyei jogú városok gazdasági és környezeti fenntarthatóságának mérése, 2020–2021. Területi Statisztika, 63(1), 88–124. DOI
Sikos T., T. (2022). The transformation of Hungarian retail. In J. Kunc, F. Križan, M. Novotná, K. Bilková, T. T. Sikos, D. Ilnicki, & R. Wyeth (Eds.), Thirty years of retail transformation in V4 countries (pp. 73–122). De Gruyter Poland. DOI
Sikos T., T. (2021). Az okosrégió- és okosfalumodell hozzájárulása a társadalmi innovációhoz. In Sikos T. T. (szerk.), Társadalmi innováció – társadalmi jólét (pp. 275–294). Budapest: Ludovika Egyetemi Kiadó.
Beluszky, P., & Sikos T., T. (2020). Városi szerepkör, városi rang. Dialóg Campus Kiadó, 288 p.
Sikos T., T. (2019). Az élelmiszer-kereskedelem – Bevásárlóközpontok. In Sikos T. T.  (szerk.), Az élelmiszer-ellátási láncok sérülékenysége (pp. 11–31). Dialóg Campus Kiadó.
Sikos T., T. (2018). A budapesti bevásárlóközpontok hét generációja, 1976–2017. Észak-Magyarországi Stratégiai Füzetek, 15(1), 107–116.
Sikos T., T. (2015). A kiskereskedelem szerkezetének változási tendenciái. In Sikos T. T.  (szerk.), A budapesti agglomeráció nyugati kapuja: Budaörs, Törökbálint, Biatorbágy (pp. 157–173). Budapest: Szent István Egyetemi Kiadó. DOI
Sikos T., T. (2013). Prague, the city of traditions and shopping centres: A case study. Hungarian Geographical Bulletin (2009–), 62(4), 351–372.
Sikos T., T., & Hoffmann, I.-né (2012). A kiskereskedelem új kihívói: Bevásárlóközpontok Budapesttől Prágáig. Budapest: Akadémiai Kiadó, 279 p.
Sikos T., T. (2011). Komárom et Komárno: Ville divisée-commerce de détail transfrontalier. Géo-Regards – Revue Neuchâteloise de Géographie, 4, 59–76. DOI
Sikos T., T. (2009). A marketingföldrajz kialakulásáról és feladatairól. Magyar Tudomány, 170(6), 642–650.
Beluszky, P., & Sikos T., T. (2007). Változó falvaink. MTA Társadalomkutató Központ.
Sikos T., T., & Hoffmann, I.-né (2004). A fogyasztás új katedrálisai. MTA Társadalomkutató Központ, 380 p.
Sikos T., T. (2001). A bevásárlóközpontok fogalma, típusai. Marketing és Menedzsment, 35(5–6), 30–38.
Sikos T., T. (2000). Marketingföldrajz. Városépítési Tudományos és Tervező Intézet (VÁTI), 240 p.
Sikos T., T. (szerk.). (1997). Budapest Tér-Képekben – Budapest In-View. Budapest: Geomarket – Kossuth Kiadó, 560 p.
Fischer, M. M., Sikos T., T., & Bassa, L. (Eds.). (1995). Recent developments in spatial information, modelling and processing. Budapest: Geomarket, 294 p.
Sikos T., T. (szerk.). (1995). Kazincbarcika: Zsákutca vagy útelágazás? Budapest: MTA Regionális Kutatások Központja, 156 p.
Sikos T., T. (1987). Borsod-Abaúj-Zemplén megye lakossági infrastruktúrája. Miskolc: II. Rákóczi Ferenc Megyei és Városi Könyvtár, 200 p.
Sikos T., T. (1987). A falusi települések lakossági infrastruktúrájának elemzése Borsod-Abaúj-Zemplén megyében. Tér és Társadalom, 1(4), 49–71. DOI
Sikos T., T. (szerk.). (1984). Matematikai és statisztikai módszerek alkalmazási lehetőségei a területi kutatásokban. Akadémiai Kiadó, 301 p.
Sikos T., T. (1982). A pálya-analízis alkalmazása a területi kutatásokban. Földrajzi Értesítő, 31(2–3), 263–271.
Beluszky, P., & Sikos T., T. (1982). Magyarország falutípusai. MTA Földrajztudományi Kutatóintézet, 167 p.